# Liste der Stolpersteine in Wallmenroth
Die Liste der Stolpersteine in Wallmenroth enthält alle Stolpersteine, die im Rahmen des gleichnamigen Projekts von Gunter Demnig in Wallmenroth verlegt wurden. Mit ihnen soll an Opfer des Nationalsozialismus erinnert werden, die in Wallmenroth lebten und wirkten.

## Verlegte Stolpersteine
| Bild | Person         | Inschrift | Adresse                                   | Verlege- datum                  | weitere Informationen |
| --- | -------------- | --- | ----------------------------------------- | ------------------------------- | --- |
| Bild gesucht Die Wikipedia wünscht sich an dieser Stelle ein Bild vom Ort mit diesen Koordinaten 50.7959771 7.8360227 . Motiv: Stolperstein Paul Jünger Falls du dabei helfen möchtest, erklärt die Anleitung , wie das geht. BW | Paul Jünger    | Hier wohnte Paul Jünger Jg. 1907 eingewiesen Heilanstalt Herborn 'verlegt' 25.2.1941 Hadamar ermordet 25.2.1941 Aktion T4          | Hauptstraße 59 ·                          | 2. Feb. 2022 oder 3. Febr. 2022 | am Tage der Ankunft in Hadamar in einer Gaskammer ermordet; nach offizieller Information am 12. März 1941 plötzlich verstorben; eingeäschert                   |
| Stolperstein für Otto Schneider (Foto: Daniel Montanus) Link zum Bild (Bitte Urheberrechte beachten) | Otto Schneider | In Wallmenroth OT. Neu-Kalteich wohnte Otto Schneider Jg. 1907 nach Grundausbildung bei der Wehrmacht Flucht in den Tod 4. 2. 1945 | Dorfplatz Wallmenroth · vor Glockenhaus · | 2. Feb. 2022 oder 3. Febr. 2022 | beerdigt am Rande des Friedhofs Wallmenroth Das Grab von Otto Schneider auf dem Wallmenrother Friedhof (Foto:rai) Link zum Bild (Bitte Urheberrechte beachten) |

Die Anregung kam von Ortsbürgermeister Michael Wäschenbach. Die Archivarbeit zu Paul Jünger hatte Carsten Trojan aus Herdorf übernommen.